# Gregorio García Ciprés
Pour les articles homonymes, voir Garcia et Ciprés.
Gregorio García Ciprés, né le 9 mai 1868 à Pampelune et mort en 1937 à Huesca, est un historien et prêtre espagnol.

## Biographie
García Ciprés est né le 9 mai 1868 à Pampelune. Membre correspondant de l'Académie royale d'histoire et directeur de la revue Linajes de Aragón, plus tard intitulée Linajes de la Corona de Aragón, il a tout au long de sa vie porté un intérêt particulier à la généalogie et à l'héraldique. En 1936, lors de la Guerre d'Espagne, des documents de ses archives sont brûlés.